# Rostino
Rostino (en corse : Rustinu [rusˈtiːnu]) est une ancienne piève de Corse. Située dans le nord-est de l'île, en Castagniccia, elle relevait de la province de Bastia sur le plan civil et du diocèse d'Accia sur le plan religieux.

## Géographie

### Situation

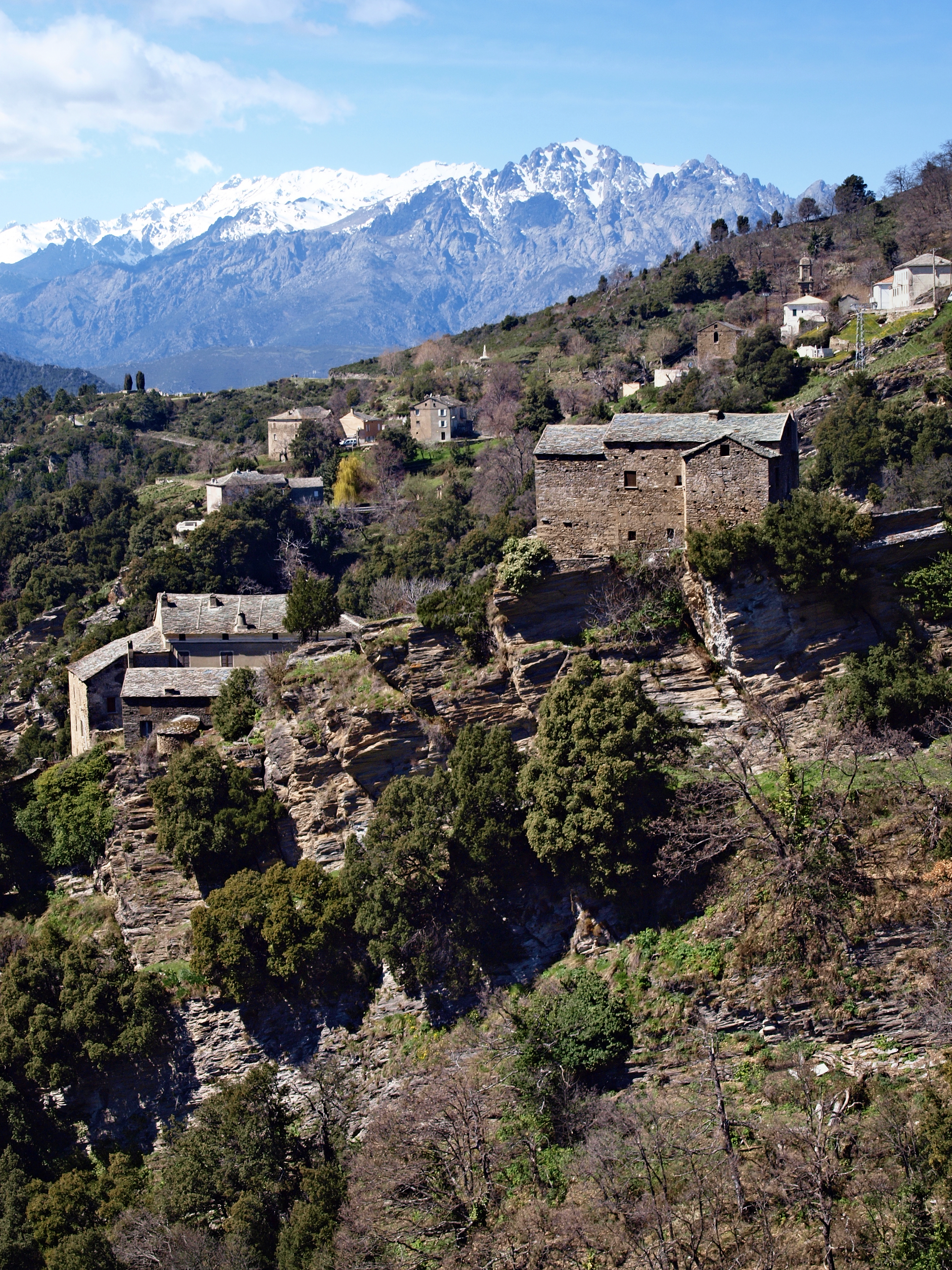
L'Alpa au hameau de Terchini (Merusaglia).

La piève de Rostino constitue la partie nord-ouest de la Castagniccia, en limite du parc naturel régional de Corse.
Rostino, Ampugnani, Vallerustie, Orezza et Casacconi faisaient partie d'un pays autrefois désigné les Cinque Pievi . Les deux premières, Rostino et Ampugnani, composaient l'évêché d'Accia.

### Composition
La piève de Rostino comprenait les huit communautés suivantes :
- Bisinchi ;
- Pastoreccia ;
- Frasso ;
- Valle ;
- Morosaglia ;
- Castineta ;
- Gavignano ;
- Saliceto.

En 1857, Pastoreccia-di-Rostino et Frasso fusionnèrent pour former la commune de Castello-di-Rostino.

## Pièves limitrophes
Rostino a pour pièves voisines :

### Description
Dans son Dialogo nominato Corsica (1531), Agostino Giustiniani donne la description suivante du Rostino :
« [...] la piève de Rostino qui compte six cent cinquante feux répartis en vingt-six villages ; de ce nombre est celui de Pastoreccia qui doit un certain renom à la famille des Caporaux qui l'habite ; il y a encore la Brocca, village assez connu, parce qu'il est la résidence de plusieurs chefs de parti de la piève. Le pays est partout arrosé par des cours d'eau, qui vont se jeter dans le Golo ; il produit, et en abondance, des céréales d'excellente qualité, des châtaignes et un peu d'huile. »

En 2007, le Rostino compte 1 909 habitants.

## Histoire

### Préhistoire
Les découvertes lors de fouilles effectuées de 1983 à 1985 sur la colline de Rusumini - commune de Castineta témoignent de l'occupation du site à l'Âge du Bronze. Le sommet de la colline de Rusumini porte une enceinte et des structures diverses : fondations d'une tour sommitale et terrasses occupées par des restes d'habitations à proximité d'un point d'eau.

### Antiquité
La première église de Santa Maria di Riscamone avait été édifiée au Ve siècle sur le site d'une ville romaine.
Celle dont les ruines sont de nos jours encore visibles à Valle-di-Rostino, aurait été reconstruite sur les ruines d’une église du haut Moyen Âge. Agrandie, remaniée entre le VIe siècle et le IXe siècle, elle avait pris son aspect définitif au XIIe siècle.

### Moyen Âge
Au Xe siècle déjà, le diocèse d'Accia couvrait deux pievi, Rostino et Ampugnani, qui avaient été détachés des diocèses d'Aléria et Mariana.
Au XIe siècle, le Rostino dépendait des marquis de Massa di Corsica dont le pouvoir s'étendait sur tout l'« En-Deçà-des-Monts ». En 1250, malgré leur appauvrissement lié aux luttes menées contre leurs vicomtes, anciens vassaux en révolte, il leur restait encore une grande partie des terres dont les châteaux de Rostino.

Santa Maria di Rescamone était l'église principale de la pieve de Rostino.
- 1092 : Urbain II nomme archevêque Daibertus, évêque de Pise, qui devient métropolitain-suzerain des six diocèses corses : Nebbio, Mariana, Accia, Sagone, Ajaccio et Aléria.

Au XIIe siècle, à quelques mètres de l'église, fut construit le baptistère octogonal de Saint-Jean-Baptiste.
- 1133 : les six diocèses sont séparés en deux groupes, l'un pour Gênes et l'autre pour Pise. Gênes obtient du pape Innocent II les diocèses de Nebbio, Mariana et Accia[Note 1].

« Le petit évêché d'Accia, qui ne rapporte guère plus de deux cents ducats, n'a que deux pièves, celle d'Ampugnani et celle de Rostino. D'après ce qu'on lit dans un registre des Tasse del Papa, les évêchés de Nebbio et d'Accia furent autrefois réunis. »

— Mgr Agostino Giustiniani in Description de la Corse, traduction de Lucien Auguste Letteron in Histoire de la Corse – Tome I - 1888, p. 82-83.

### Temps modernes
Au XVIe siècle vers 1520, la pieve de Rostino comptait environ 3 250 habitants. À cette époque, les lieux habités étaient Saliceto, Vicinato, lo Borgo, Chiamachie, Gavignani, la Petragrossa, Castineta, Sevasi, la Terchina, la Fogatella, la Brocca, Casa Pitti, Tarlagia, lo Collo, Grate, la Valle, Frasso, Pastorechia, le Balleciasce, Piano, Caniolo, Petralata, lo Vignale, Mileto, Bisinchi, Lesca. il convient d'ajouter à cette liste Espaco, hameau de Bisinchi au nord de la commune.
- 1563 : le pape Pie IV réunit le diocèse d'Accia à celui de Mariana. Il supprime Accia. La pieve de Rostino relevait religieusement de l'évêché de Mariana (l'évêque de Mariana était établi à Bastia depuis 1570 à cause de la permanente menace barbaresque). La communauté de Riscamone était le centre de la piévanie.

Au début du XVIIIe siècle, dans son rapport rédigé à la demande de Gênes, Francesco Maria Accinelli écrit : Pieue di Rostino : Pastorecchia con 6 ville, 326. Savinaccie con 5, 360. Castineta con 2, 250. Valle, Grati, Casapiti, Ferlaggia e Rischiamore 315. Saliceto e Vicinato 172. Bisinchi con 4 ville 334. Sevasi, Brocca, e Casanova 1 757. Morosaglia 399.
Civilement, la pieve de Rostino relevait de la juridiction de Bastia.

#### Le Rostino dans la révolte contre Gênes
Au XVIIIe siècle, le Rostino et les pièves d'Ampugnani, de Vallerustie, d'Orezza et d'Alesani ont formé le réduit de l'indépendance corse contre l'occupant Génois.
Sous prétexte de dédommager la métropole de ses frais d'occupation militaire, les impôts avaient été augmentés par un règlement du 28 janvier 1733. « Au mois de juin, les fonctionnaires génois avaient reçu l'ordre de convoquer, au chef-lieu de chaque piève, les députés des villages, de leur faire prêter serment au nouveau règlement et de réclamer leur adhésion aux projets financiers du suzerain. La mauvaise volonté fut partout visible. Dans la piève de Rostino, en particulier, où le peuple échappait, par son isolement, à l'emprise génoise, la résistance fut plus courageuse que partout ailleurs. À l'invitation des commissaires, Giangiacomo Ambrosi, de Castineta, refusa de prendre tout engagement au nom de ses concitoyens. Il quitta l'Assemblée en prononçant ces mots : « Io so di Castineta e mi ritiro. » Son exemple fut suivi par Paul-François Giovannoni, délégué de Saliceto. Leur ami, Giacinto Paoli, de Morosaglia, se joignit à eux ».
Dans sa chronologie de la « Grande révolte des Corses contre les Génois » qui dura 40 ans, de 1729 à 1769, A-D. Monti rapporte les évènements suivants concernant le Rostino :
- 1729 : les prémices de la révolte
  - 30 septembre : 150 soldats supplémentaires sont promis au gouverneur pour mettre fin à la guerre que se font, depuis deux ans, les communautés de Merusaglia et Castineta au sujet de pacages. Le Magistrato chargé des affaires de Corse auprès du Sénat de Gênes demande à Pinelli gouverneur à l'époque, de se rendre personnellement dans le Rostino (Merusaglia).
  - 27 décembre : le lieutenant (représentant du pouvoir exécutif à la tête d'une province) de Corte se transporte dans le Bozio dont les habitants refusent de payer la taxe des deux seini, arguant que le contrat passé entre le Sénat de Gênes et les Corses avait été établi pour dix ans et n'avait pas été renouvelé. Le Bozio agissait en accord avec le Rostino qui avait désarmé les sbires venus pour imposer le versement de la taxe.
- 1730 : Premier soulèvement
  - Les habitants refusant de payer, le gouverneur envoie des soldats dans les pieve en rébellion. Le Bozio et le Rostino refusent de revenir sur leur décision.
  - 22 au 26 février : le gouverneur demande au révérend Casabianca, au docteur Limperani d'Orezza, au noble Ghjacintu Paoli de Rostino, à Ghjuvan Felice de Ficaghja, de ramener à la paix les pieve d'Orezza (Pedicroce), Ampugnani (A Porta), Casacconi (Campile) et Rostino.
  - Décembre : la révolte est générale.
  - 1731 16 mai : la consulte confirme la suspension des hostilités jusqu'à fin mai ; ils souhaitent la prolonger jusqu'à fin août et proposent d'envoyer deux députés à Bastia. Le piuvanu Aitelli, de Rostino, et le chanoine Ilario seront reçus par les commissaires. Aucune promesse ne leur sera faite quant aux demandes des Corses, les commissaires exigeant la soumission sans conditions des Généraux, et la prolongation de l'armistice sera refusée.
- 1732 Intervention de l'Empereur d'Allemagne. Le prince de Wurtemberg demande aux Corses pour rentrer dans l'obéissance de la République.
  - 2 mai : Les généraux corses envoient Ghjacintu Paoli, le piuvanu Aitelli, le P. Carlu Francescu Raffalli, députés, au général Samuel von Schmettau des forces impériales, à Rostino, pour demander une suspension d'armes et la liberté de venir traiter eux-mêmes sur parole du général.

- 1733 Deuxième soulèvement.
  - Juillet : Paolo Geronimo Pallavicini est nommé commissaire général en remplacement de Rivarola. Réputé homme cruel, il est choisi pour mener une politique sévère. Il reste connu pour avoir conçu le dessein de vider la Corse de ses habitants et de les remplacer par des sujets plus dociles.
  - Août : Pallavicini convoque individuellement les notables des pieve pour leur donner des instructions au sujet du ramassage des armes, de la levée des impôts et de l'extinction des inimitiés. Certains, flairant un piège, se dérobent, en particulier ceux du Rostino : Ghjacintu Paoli, Ghjuvan Ghjacumu Ambrosi, de Castineta, et Paulu Francescu Giovannoni, du Salgetu, dit Salicetu.
  - Septembre : avant l'heure, Pallavicini exige le paiement des tailles ordinaires. Le Rostino refuse.
  - 15 novembre : Pippo, capitaine des troupes génoises à Corti, quitte son cantonnement pour le Rostino avec 50 soldats.
  - 16 novembre : Gagliardi va au couvent Saint-Antoine des Servites de Casabianca. Pippo pénètre dans le Rostino. Au Salgetu, il est désarmé. Petru Casale, du Nebbiu, récemment inscrit sur le livre de la noblesse génoise, est nommé député dans le Rostino par le commissaire général pour parlementer avec les notables du lieu ; ceux-ci se montrent intraitables. Les assemblées génoises, informées des troubles du Rostino, publient un édit qui demande aux habitants de remettre les armes avant 15 jours et promet des sauf-conduits aux procureurs des communautés ou aux individus qui voudront exposer leurs doléances aux autorités.
  - 22 décembre : une grida (édit) des populations du Rostino remet en vigueur les anciens Règlements de la Nation concernant l'union sacrée et la tranquillité publique.
  - 24 décembre : une nouvelle grida interdit tout commerce avec les pieve de l'intérieur et les présides.
  - 26 décembre : le Rostino interdit aux habitants de Tavagna, qui, gagnés à la nouvelle révolte, pouvaient se livrer à des excès, de s'approprier les biens du Révérend Consalvi.
- 1734 : ...
  - 1er janvier : le Rostino convoque les élus des communautés et les notables à une consulte. Des armes et des munitions, en grande quantité, sont débarquées entre la Padulella et San Pelegrinu. Elles sont distribuées aux pieve de Rostino, Orezza, et Tavagna, les plus engagées dans la nouvelle révolte.
- 1736 : ... Le Sénat de Gênes se réunit pour juger le gouvernement de F. Pinelli. Il décide de rappeler son commissaire et de le remplacer par Lorenzo Imperiali et Paoli Battista Rivarola. Ce dernier arrive seul en fin janvier.
  - 21 mars : les chefs du Rostino décident une consulte au couvent de la Casabianca pour les 9, 10 et 11 avril. Il s'agit d'élire 3 députés chargés de prendre contact avec le commissaire génois. Sans attendre les conclusions de la consulte, les Généraux envoient Ghjacumu Francescu Pietri, de Tagliu, auprès de Rivarola. Le bruit se répand de l'arrivée d'un personnage important (Roi Théodore).
- 1739 Intervention du Roi de France
  - 16 juin : le commandant français (Maillebois) installe son Q.G. à Pastureccia. M. du Rousset, désarme le Rostino.
- 1741 Dans les premiers remous de la guerre de la succession d'Autriche
  - Juillet : 3 bataillons, les hussards et une partie des canonniers quittent la Corse. Les troupes françaises sont réduites à 1 400 hommes environ. Les Génois relèvent les Français dans les postes de Casinca, Campulori et Rostino.
- 1744 : ...
  - 21 mai : le Père Léonard des Mineurs réformés, arrive à Bastia. La mission du célèbre prédicateur qui est de ramener les Corses à l'obéissance, débute au couvent de Marana. Le 25 juillet il est dans le Rostino.
  - 3 août : de Rostino, le P. Léonard envoie un messager au gouverneur pour l'informer de l'imminence de la révolte et lui dire qu'il est urgent de faire connaître les concessions accordant les plus larges satisfactions aux revendications insulaires.
  - 16 août à Caccia, le P. Léonard reçoit le texte des concessions que lui adresse le gouverneur. Il le commente longuement aux populations assemblées de Caccia et de Rostino.
- Deuxième intervention française
  - 1749, le 22 mai : le marquis de Cursay, colonel du régiment de Tournaisis, s'embarque à Gênes pour introduire 400 soldats dans Bastia. Il a pour mission de conserver les places maritimes, d'animer le parti fidèle et d'intimider les rebelles au nom du roi de France, sans parler de les soumettre à la République. le 6 juin Cursay quitte Bastia pour Porti Vechju, Bonifaziu et Aiacciu. Il quitte Aiacciu le 21. Le 22 il est à Corti, le 28 à Rostino et le 29 à Bastia.
- 1752 : ...
  - Mars. Des milliers de Corses du Nebbiu, des Costiere, du Rostino et de la Casinca, offrent leurs services à Cursay qui les refuse.
- 1754 : ...
  - 21 juillet : une lettre des capucins du Rostino fait état d'un appel lancé par leur Provincial, le P. Gaetano, à Pasquale Paoli pour qu'il vienne en Corse soutenir la révolte.

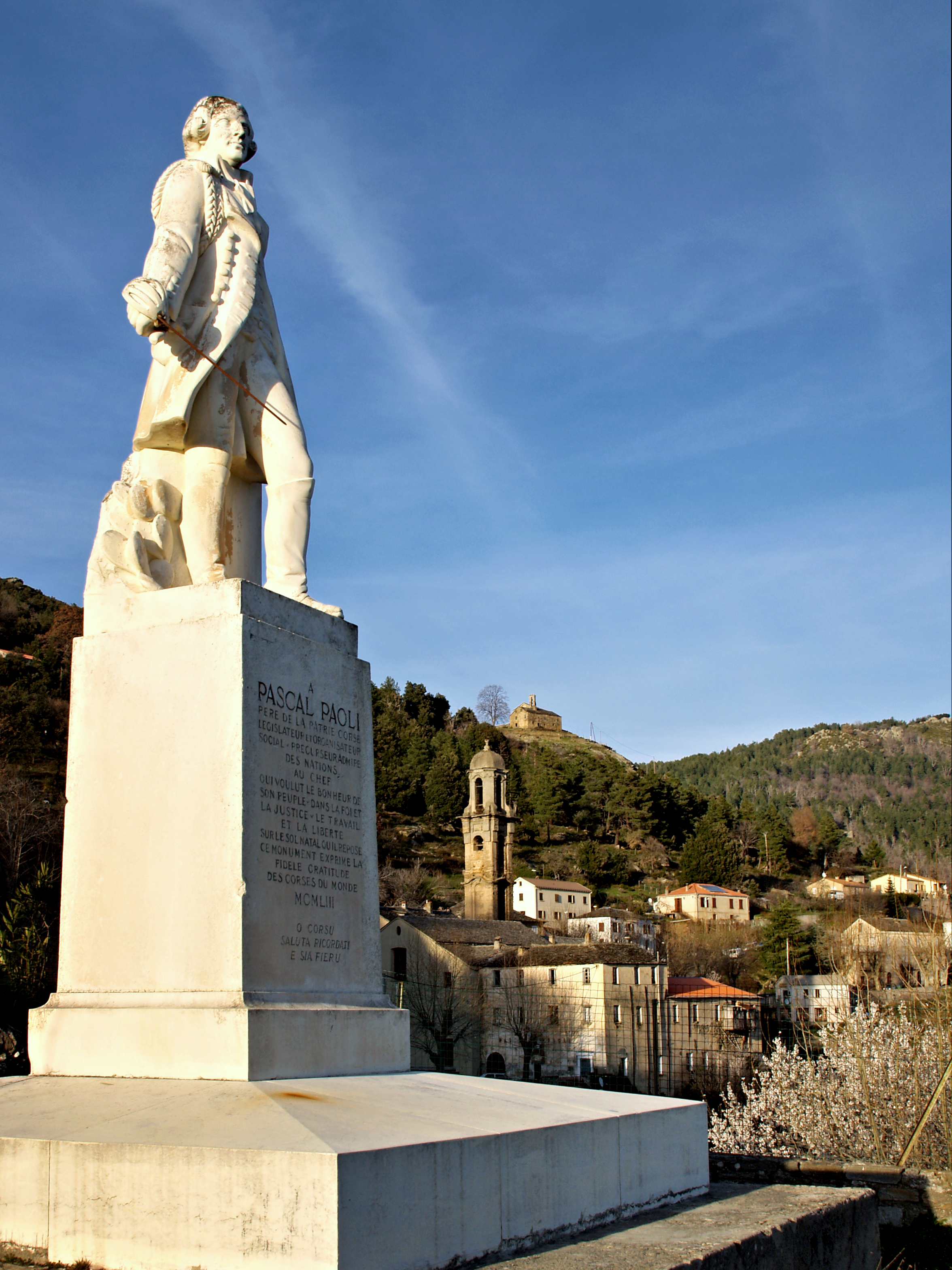
Pascal Paoli

- 1755 : Le gouvernement de Pascal Paoli. P. Paoli organise la commission ambulante, composée de lui-même et de magistrats, chargée d'une tournée pour rechercher les auteurs de crime et assurer la pacification du pays avec la participation de troupes de soutien.
  - 4 août : la commission ambulante quitte Corte pour le Rostino, l'Ampugnani et la Tavagna, après avoir publié un décret interdisant la vendetta.
  - 26 août : pendant que Paoli licencie les hommes qui venaient de combattre victorieusement et se rend dans le Rostino, son rival Matra regroupe ses adhérents et se dirige vers Alisgiani et Orezza. Il lutte contre Paoli et se fait tuer lors de l'attaque du couvent d'Alando.
- 1768 La Corse française
  - Dans la nuit du 16 au 17 septembre, les Corses se portent au pont du Golu, obligeant les Français à évacuer la Casinca pour ne pas être encerclés.
- 1769
  - 8 mai : Les Corses se lancent à l'assaut de Lento et de la Bocca San Ghjacumu (col Saint-Jacques); ils bousculent les Français et sentent que la victoire est à leur portée, mais Paoli, qui surveille les opérations d'une hauteur de l'autre côté du Golo, a négligé de protéger les flancs. Deux colonnes françaises sortent de Bigorno et Canavaggia ; les Corses, pris à revers, sont forcés à une retraite désordonnée vers le pont du Golo (Ponte-Novo - Castello-di-Rostino) sous le feu plongeant des armes françaises. De l'autre côté du Golo, Gentili, obéissant aux ordres reçus, refuse le passage du pont jusqu'à ce que Paoli lui commande de se retirer. La nuit met fin au combat qui se termine dans la plus grande confusion.
  - 16 mai : les Français passent le Golo et campent au-dessus de Valle-di-Rostino.
  - 17 mai : le comte De Vaux occupe le Rostino tout en respectant Merusaglia que Clemente Paoli quitte pour Corti où était réfugié son frère Pascal.
  - 24 mai : Achille Murati, Petru Colle, du Rostino, et les responsables de la Balagne, soit près de 180 hommes, s'embarquent à L'Île-Rousse sur un bateau anglais qui les emporte à Oneille.

Cette microrégion constitua, en 1789, le cantone di Rostino (en toscan écrit), puis, dans la première moitié du XIXe siècle, le cantone di Morosaglia, et enfin, jusqu'en 1973, le "canton de Morosaglia".
À cette date, le Rostino a été regroupé avec la pieve de Caccia (ex canton de Castifao), pour constituer l'actuel Canton de Castifao-Morosaglia.

## La piévanie
La communauté de Riscamone était à l'origine, la piévanie (ou "Pieve", ou "église piévane") du Rostino. Elle était implantée sur un ancien bourg romain. Depuis longtemps ruinée, ses vestiges se retrouvent aujourd'hui sur la commune de Morosaglia.

### Santa Maria di Riscamone

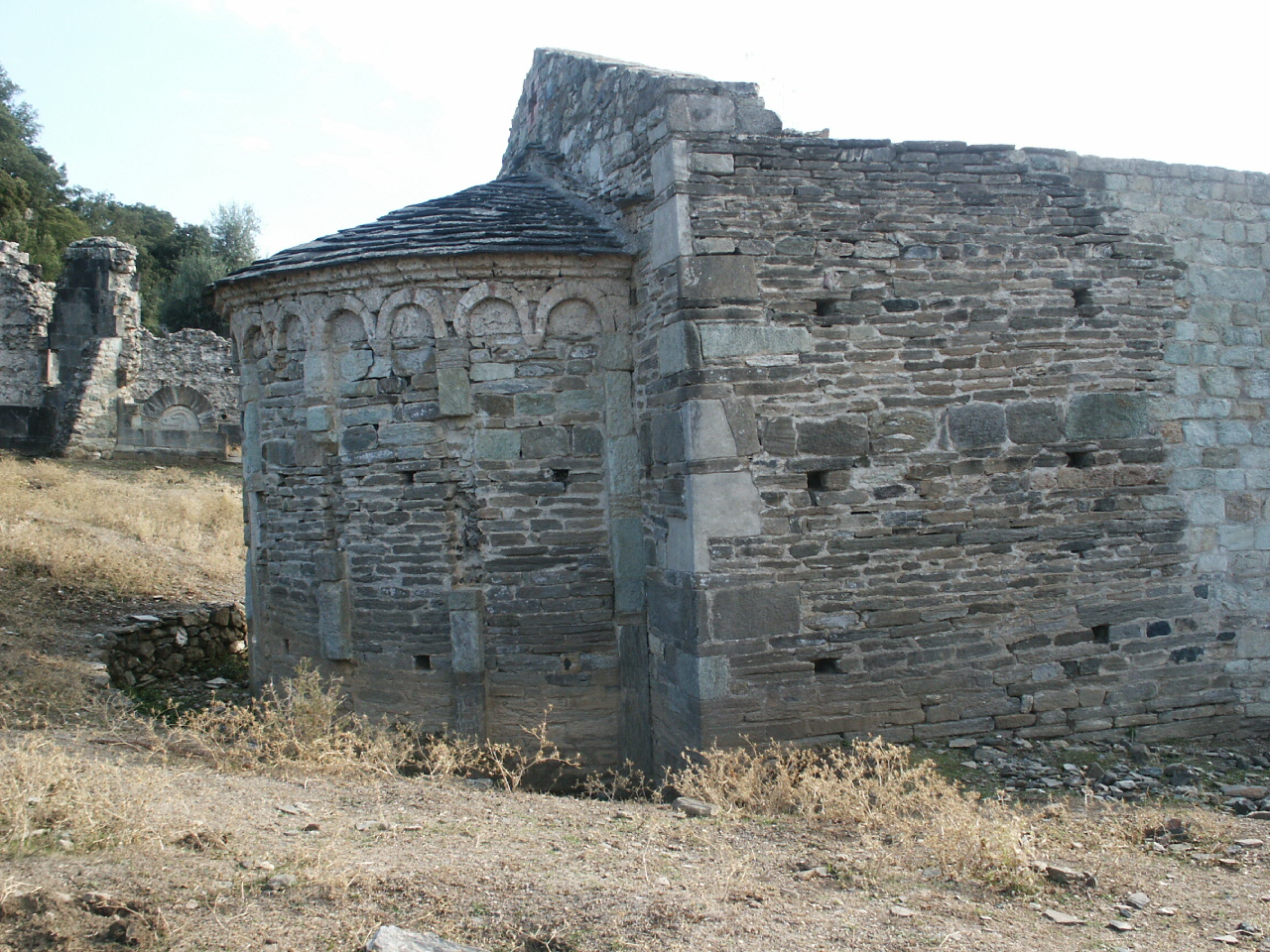
L'eglise pievane de Santa Maria Riscamone à Valle-di-Rostino.

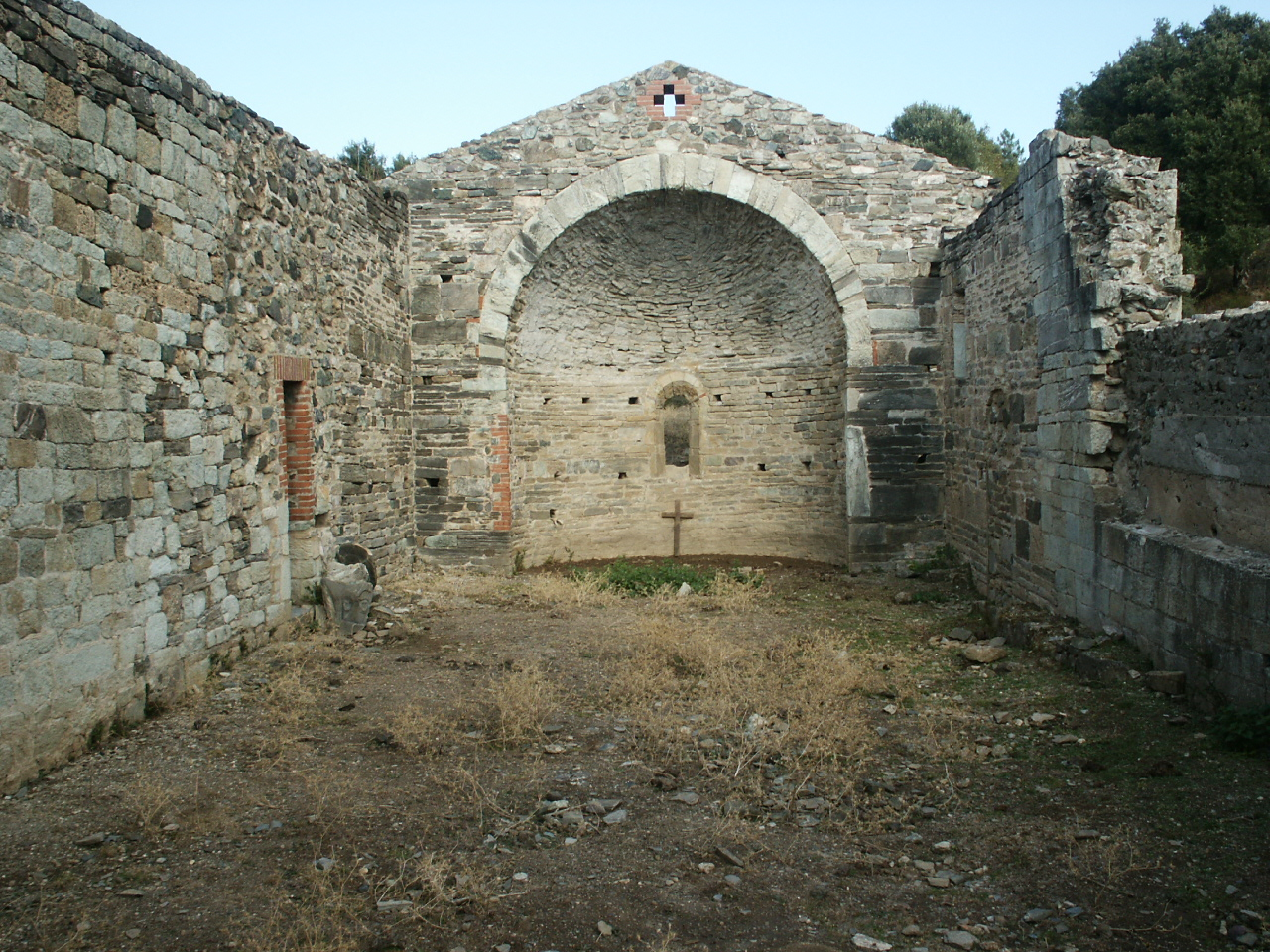
L'eglise pievane de Santa Maria Riscamone à Valle-di-Rostino.

Santa Maria di Riscamone était l'église principale de la piève de Rostino. Les vestiges du baptistère paléochrétien mis au jour par les dernières fouilles, celle de Philippe Pergola, sont peut-être celui d'un des plus vieux baptistères de la chrétienté.
À quelques mètres de l'église piévane, le baptistère de Saint-Jean-Baptiste de forme octogonale, fut construit au XIIe siècle aux Valle (commune de Valle-di-Rostino). L'église comprend une abside préromane du IXe ou du Xe siècle et une façade du XVe bâtis sur des ruines romaines.
Le site archéologique et substructions d'un sanctuaire primitif Santa Maria di Riscamone est classé Monument historique.

### San Tumasgiu di Pastureccia
L'église Saint-Thomas de Pastoreccia (San Tumasgiu à Pastoreccia - commune de Castello-di-Rostino) a été l'église piévane au Moyen Âge, avant le transfert de la paroisse à la fin du XVe siècle à l'église San Stefanu d’Aiti.
L'église qui renferme deux œuvres classées, est également classée Monument historique.

## Autres patrimoines

### Patrimoine religieux
- Chapelle San Pantaleu (Gavignano) des IXe, XIe et XVIe siècles, classée Monument historique[11].

### Patrimoine civil
- Site préhistorique dit communément Castellu di Rusumini (com. Castineta). Ses monuments turriformes, rappelant ceux du Sud de l'île, dominent la route D39, en amont du pont sur la Casaluna.
- Site préhistorique E Muzzelle (com. Valle-di-Rostino).
- U Castella site préhistorique (cf. sur cartes l'appellation déformée Punta Castellare (1 060 m). U Castella est situé « à cheval » sur les communes de Saliceto et de San-Lorenzo.
- Musée Pascal Paoli à Merusaglia (com. Morosaglia).
- Nombreux hameaux et maisons traditionnelles à Merusaglia (com. Morosaglia).
- Pont de Ponte Novu, village de la commune de Castello-di-Rostino, lieu de la Bataille de Ponte Novu qui mit fin à l'indépendance de la Corse en 1769.
- Vestiges du château médiéval d'U Pinzu, à Castello-di-Rostino.